# Pasywny czujnik podczerwieni

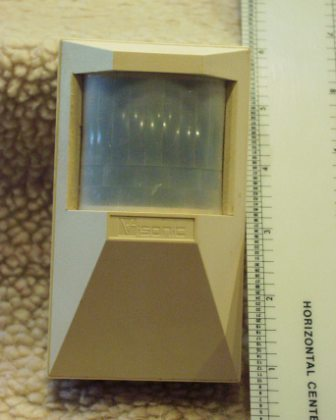
Typowy czujnik ruchu

Pasywny czujnik podczerwieni, PIR (z ang. passive infra red) – czujnik elektroniczny działający w podczerwieni, służący do wykrywania ruchu. Powszechnie stosowany w systemach alarmowych, systemach automatycznego załączania oświetlenia i wentylacji itp.
Wykrywanie ruchu opiera się na bardzo precyzyjnym pomiarze temperatury. Każda zmiana temperatury na wyższą lub niższą (np. podmuch zimnego powietrza do nagrzanego pomieszczenia) jest traktowana jako alarm.
Głównymi elementami czujnika PIR jest piroelektryk (detektor podczerwieni) i soczewka Fresnela lub lustro.
W celu eliminacji tzw. fałszywych alarmów stosuje się bardzo skomplikowane algorytmy i montuje 2 lub 4 piroelementy na bazie azotku galu (GaN) lub azotanu cezu (CsNO
3).